# Diplomystes
Diplomystes (Діпломистес) — рід риб родини Діпломистові ряду сомоподібні. Має 3 види. Наукова назва походить від грецьких слів diploos, тобто «двічі», «подвійний», та mystax — «губа».

## Опис
Загальна довжина представників цього роду коливається від 23 до 26 см. Голова сплощена, масивна. Очі середнього розміру. Губи товсті, м'ясисті. Щелепи добрі розвинені з сильними зубами. На верхній щелепі є 2 пари вусиків. Тулуб кремезний, товстий. Спинний та грудні плавці мають жорсткі прмоені. Спинний плавець високий, з гіллястими променями. Жировий плавець низький, округлий. Грудні плавці подовжені. Черевні плавці маленькі. Анальний плавець помірно великий. Хвостовий плавець витягнутий, доволі широкий.
Забарвлення темно-сіре або сіро-піщане чи світло-рожеве.

## Спосіб життя
Це демерсальні риби. Воліють до прісних й чистих вод. Зустрічаються у швидких, гірських річках з кам'янистим та піщаним дном. Активні у присмерку. Живляться дрібними безхребетними, частково водоростями.
Є об'єктом промислового рибальства. Цінуються місцевим населенням за смачне м'ясо.

## Розповсюдження
Мешкають у басейнах річок Біо-Біо, Лонкомілья (Чилі).

## Види
- Diplomystes camposensis
- Diplomystes chilensis
- Diplomystes nahuelbutaensis